# بول رومر
بول مايكل رومر (بالإنجليزية: Paul Michael Romer)‏ (مواليد 7 نوفمبر 1955)، هو اقتصادي أمريكي، ورائد نظرية النمو الداخلي، وحائز على جائزة نوبل. كان كبير الاقتصاديين ونائب رئيس في البنك الدولي حتى 24 يناير 2018، بعد أخذه إجازة من منصبه كأستاذ للاقتصاد في كلية سترن للاقتصاد في جامعة نيويورك. قبل هذا، كان رومر أستاذاً للاقتصاد بجامعة كاليفورنيا، بركلي، وأستاذ الاقتصاد في كلية الدراسات العليا للاقتصاد بجامعة ستانفورد وزميل بمركز التنمية الدولية في جامعة ستانفورد، معهد ستانفورد لأبحاث السياسات الاقتصادية، ومؤسسة هوفر، وزميل في مركز التنمية العالمية.

## النشأة والتعليم
رومر هو ابن حاكم كلورادو السابق روي رومر وبياتريس «بيا» ميلرز. لديه أربع أخوة وأختين. أحد اخوته، كريس رومر، سناتور ولاية كلورادو السابق.
تخرج رومر من أكاديمية فلييس إكستر، وحصل على البكالوريوس في الرياضيات عام 1977 والماجستير في الاقتصاد عام 1978 والدكتوراه في الاقتصاد عام 1983، من جامعة شيكاغو، بعد أنهى دراساته العليا في معهد ماساتشوستس للتكنولوجيا وجامعة كوينز.

## حياته العملية
كان مدرساً في جامعة كاليفورنيا في بركلي، جامعة شيكاغو، جامعة روتشستر، وجامعة نيويورك شنغهاي. ترك العمل الأكاديمي مؤقتاً عام 2001 ليؤسس أبيلا؛ اشترتها سنغيدج ليرنينغ عام 2007. أُختير رومر ضمن الشخصيات الـ25 الأكثر تأثراً في أمريكا من قبل مجلة تايم عام 1997. حاز جائزة هورست كلاوس ركتنفالد في الاقتصاد عام 2002.
حاز على جائزة نوبل في الاقتصاد 2013 «لدمجه الابتكارات التكنولوجية في تحليل الاقتصاد الكلي طويل المدى». تقاسم جائزة نوبل مع وليام نوردهاوس.

## الإسهامات الأكاديمية
كان أهم عمل أنجزه رومر في مجال النمو الاقتصادي. درس الاقتصاديون النمو طويل المدى بتوسع في فترة الخمسينيات والستينيات. نموذج سولو سوان، على سبيل المثال، أسس أولوية التقدم التكنولوجي في المحاسبة للزيادات المستمرة في الناتج لكل عامل. أطروحة رومر لرسالة الدكتوراه عام 1983، تحت إشراف خوسيه شاينكمان وروبرت لوكاس جونيور، دارت حول بناء التمثيلات الرياضية للاقتصادات التي يكون فيها التغير التكنولوجي نتيجة للحراك الداخلي للأشخاص، مثل البحث والتنمية. دفعت بجريدة الاقتصاد السياسي لنشر مقالات عام 1986 و1990، على التوالي، والتي تعتبر بمثابة بداية لنظرية النمو الداخلي.
يُنسب لرومر اقتباس «إن إهدار الأزمة هو شيء فظيع»، الذي قاله خلال اجتماع الرأسمالية المغامرة في نوفمبر 2004 في كاليفورنيا، على الرغم من أنه كان يشير إلى ارتفاع مستويات التعليم في الدول الأخرى مقارنة بالولايات المتحدة، فقد أصبح الاقتباس مفهومًا حافزًا للاقتصاديين والاستشاريين الباحثين عن الفرص البناءة في خضام الركود الكبير.

## المدن المشهرة بميثاق
من أحدث إسهاماته محاولة تكرار نجاح المدن المشهرة بميثاق وجعلها محركاً للنمو الاقتصادي في البلدان النامية. روج للفكرة في محادثات تيد عام 2009. زعم رومر أنه مع وجود قواعد ومؤسسات أفضل، يمكن وضع الدول الأقل نماءاً على مسار مختلف وأفضل للنمو. في نموذجه، على البلد المضيف تحويل مسؤولية المدن المشهرة بميثاق إلى دولة أمينة أكثر تطوراً، مما سيسمح بإبراز قواعد جديدة للحوكمة. يمكن للأشخاص «التصويت بأقدامهم» مع أو ضد هذه القواعد.

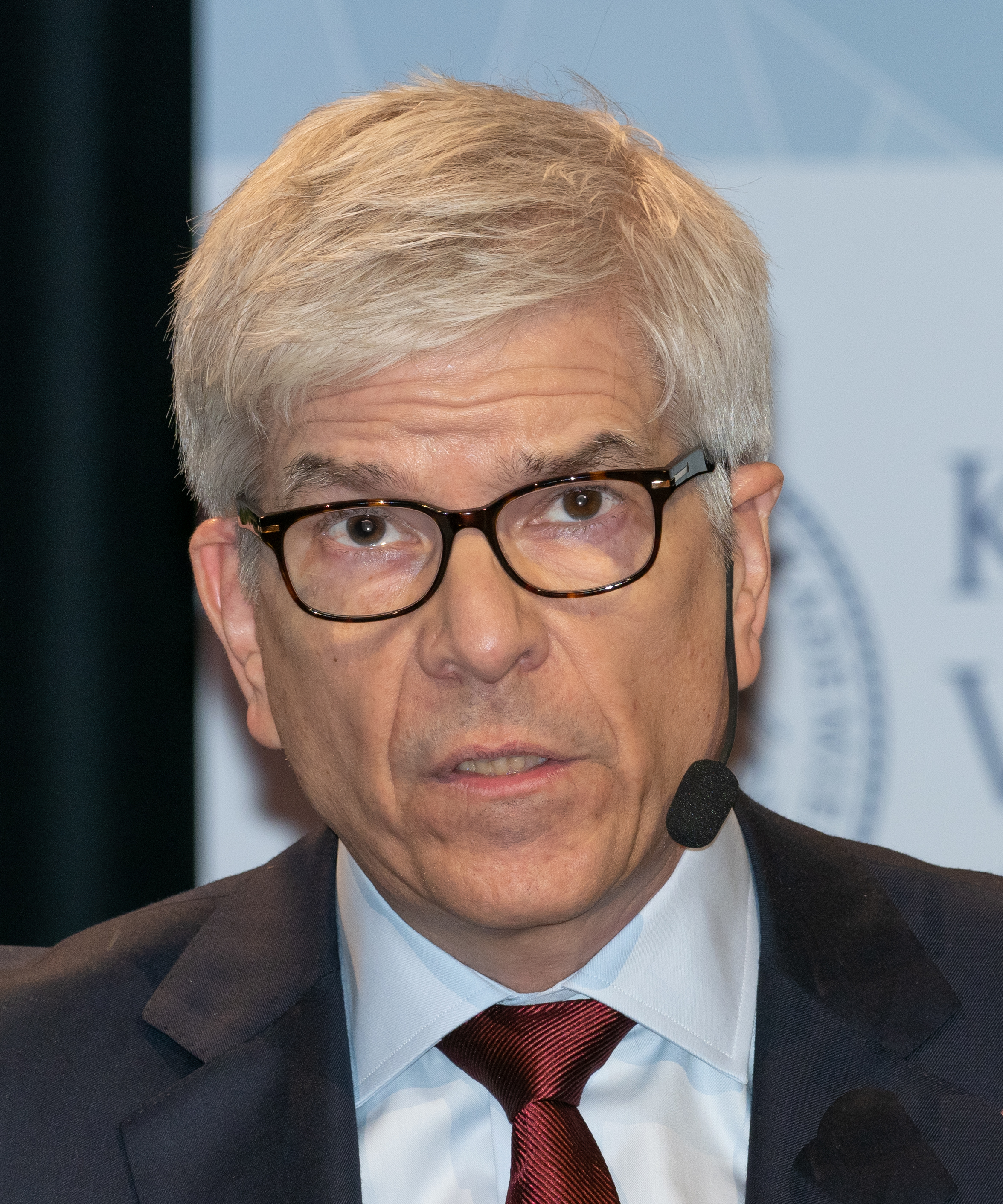
بول رومر خلال مؤتمر نوبل الصحفي في ستوكهولم ، ديسمبر 2018

تدرس حكومة هندوراس مؤخراً إنشاء مدن مشهرة بميثاق، على الرغم من عدم إشراف حكومة طرف ثالث، يزعم البعض أنه استعمار حديث. كان رومر رئيساً «للجنة الشفافية» لكنه استقال في سبتمبر 2012 عندما وقعت الوكالة الحكومية الهندوراسية المسئولة عن المشروع اتفاقيات مع مطورين دوليين بدون تدخل اللجنة.

## تأثيرات
أثر رومر على "رأسمالية الأشخاص الذي صاغه جيمس س. ألبوس- الذي يمكن القول بأنه أحد أشكال ضمان الدخل الأساسي.

## روابط خارجية
- بول رومر على موقع مونزينجر (الألمانية)